# Рубекин, Борис Александрович
Борис Александрович Рубекин (14 июля 1969, Ленинград — 1 ноября 2015, Санкт-Петербург) — российский рок-музыкант, клавишник рок-группы «Аквариум» (1998—2015). В сообществе любителей группы «Аквариум» известен также под псевдонимами «Рубик» и «Ангел». Часто выступал в роли бэк-вокалиста. Учился в школе № 521 города Ленинграда, окончил математический класс. В 1992-м году окончил ЛЭТИ (Ленинградский Электротехнический Институт имени Ульянова (Ленина)) по специальности «Информационно-измерительная техника» (ИИТ), факультет автоматики и вычислительной техники, группа 630 (в одном из интервью указано, что Рубекин учился в Политехе, — это ошибка). В те времена увлекался хард-роком. В «Аквариум» попал по приглашению музыкантов группы Олега Сакмарова и Андрея Суротдинова в 1998 году, для участия в проекте «Новый электрический пес» (концертная программа вышла в 2009 г. под названием «Зомбияйц»), и с тех пор принимал участие во всех основных проектах и альбомах группы. Последний раз вышел на сцену 30 октября 2015 г. на концерте в Нижнем Новгороде.
Борис Рубекин скончался в Санкт-Петербурге 1 ноября 2015 года Причины смерти не были обнародованы. Похоронен 6 ноября 2015 года на Кузьмоловском кладбище (Всеволожский район, Ленинградская область).